# Anna Johansson
(Anna) Frida Wiktoria Johansson (ur. 29 maja 1971 w Göteborgu) – szwedzka polityk i samorządowiec, działaczka Szwedzkiej Socjaldemokratycznej Partii Robotniczej, od 2014 do 2017 minister infrastruktury.

## Życiorys
Kształciła się w ramach edukacji dla dorosłych. Od 1997 do 2009 pracowała w lokalnym oddziale centrali związkowej LO. Została działaczką Szwedzkiej Socjaldemokratycznej Partii Robotniczej. Związana również z administracją miejską. Od 2003 do 2009 była przewodniczącą rady dzielnicy Bergsjön. W latach 1998–2014 zasiadała w radzie miejskiej Göteborga, od 2009 jako członkini zarządu miasta (kommunalråd).
W wyborach w 2014 uzyskała mandat posłanki do Riksdagu. W utworzonym następnie przez socjaldemokratów i zielonych mniejszościowym rządzie Stefana Löfvena objęła urząd ministra infrastruktury. W lipcu 2017 zakończyła urzędowanie. Jej dymisja uprzedziła głosowanie nad wnioskiem o wotum nieufności w związku z ujawnionym przez media wyciekiem danych informatycznych.
W 2018 została wybrana na kolejną kadencję szwedzkiego parlamentu.
Córka Görana Johanssona, długoletniego burmistrza Göteborga. Jest mężatką, ma czwórkę dzieci.